# ユニバーサル・ジュネーブ

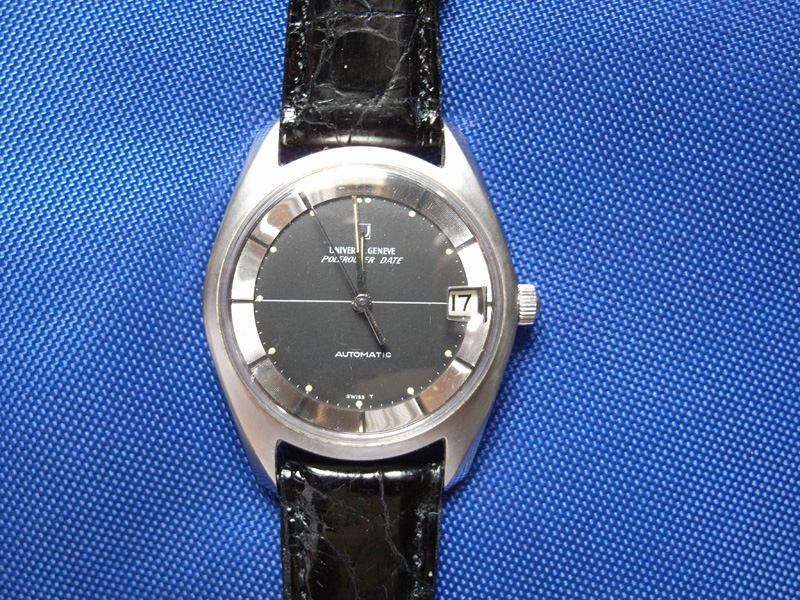
ユニバーサル・ジュネーブ社 ポールルーターデート

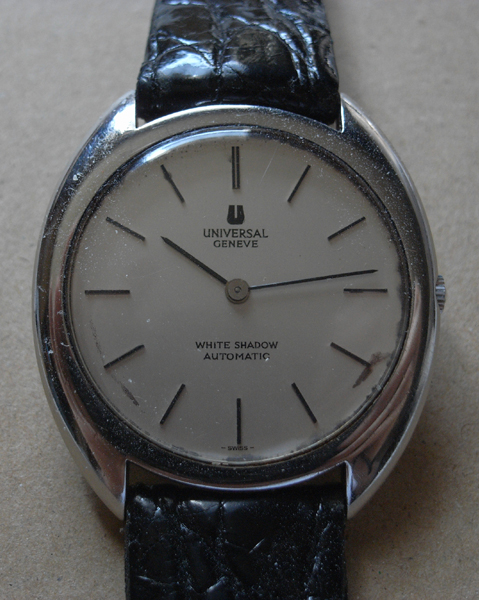
ユニバーサル・ジュネーブ社 ホワイトシャドウ ジェラルド・ジェンタがデザインしたタイプ

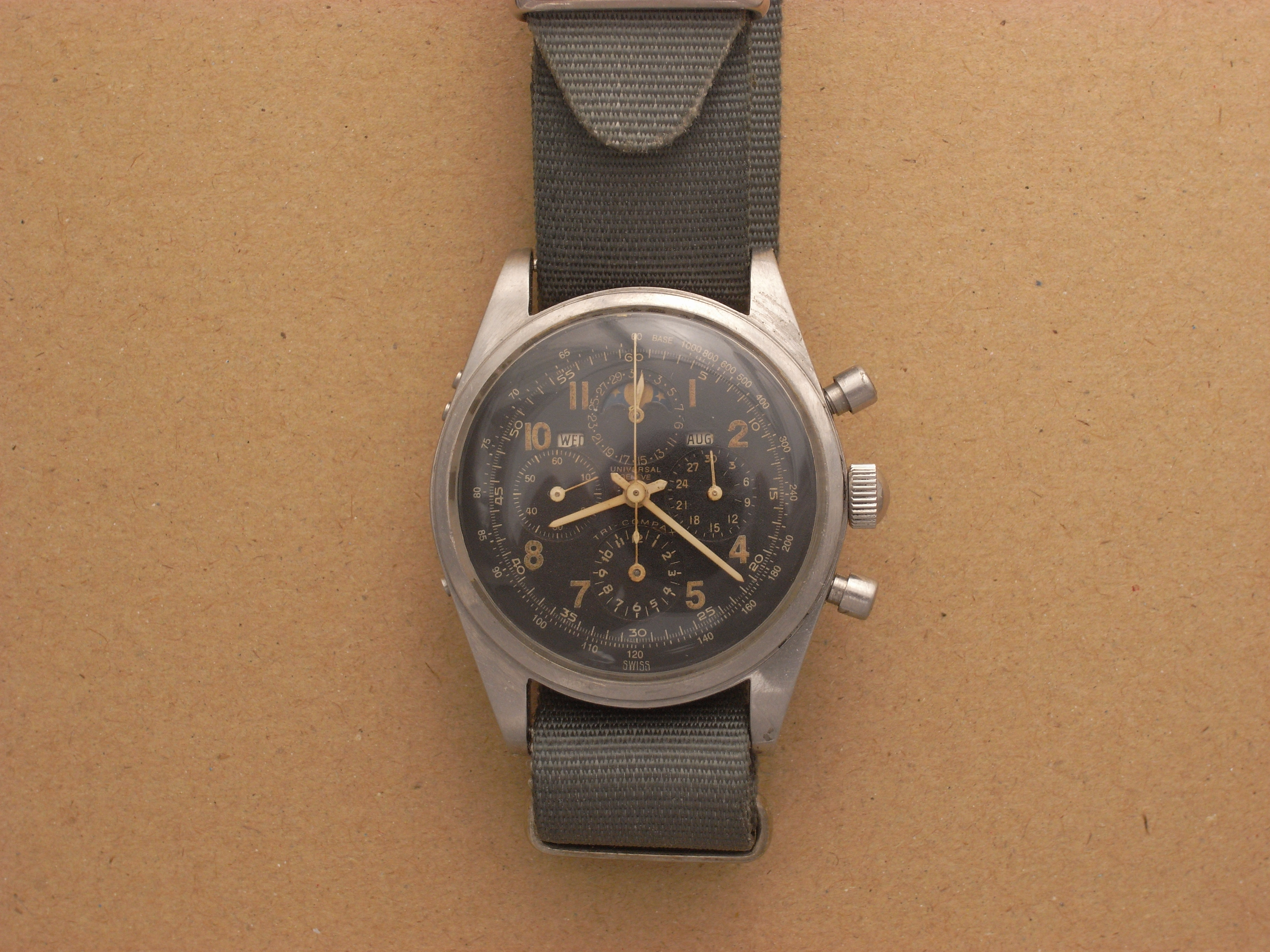
トリコンパックス（キャリバー481）

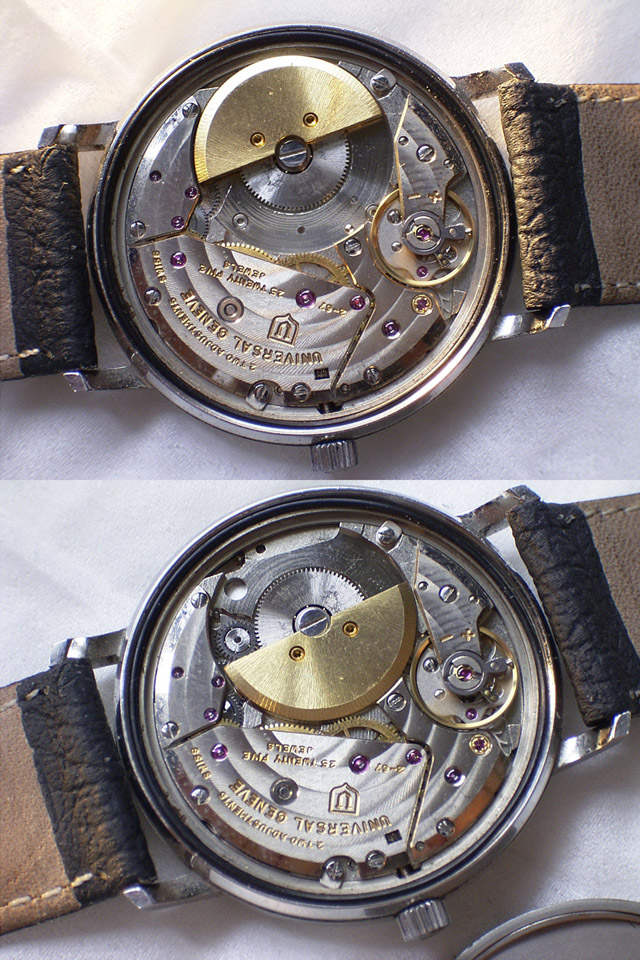
マイクローターの動作。機械に埋め込まれた小型ローターにより薄型化を実現した

ユニバーサル・ジュネーブ（仏:Universal Genève ）は、スイスにある時計メーカーである。
懐中時計の時代から複雑時計を得意とした。クォーツショック以前はクロノグラフのキャリバーも自製するマニュファクチュールであり、クロノグラフのコンパックスシリーズ、小型ローターによる自動巻キャリバーを使用したポールルーター（Polerouter ）シリーズがメーカーを代表する製品として知られている。

## 歴史
- 1894年[1]1月18日 - ユリス・ジョルジュ・ペレ[1]（Ulysse Georges Perret、1868年 - 1933年8月12日）とヌーマ・エミーユ・デコーム（Numa Emile Descombes、1863年 - 1897年7月22日）がル・ロックル[2]にユニバーサル（Universal ）を設立した。
- 1917年 - 腕時計のクロノグラフを発売。工場をジュネーヴに移転。
- 1934年 - 本社をジュネーヴに移転し、社名を"Universal Watch Co Ltd. Genève"に変更した。
- 1937年 - "Universal Genève"を商標登録した。
- 1942年 - パイロット用に考案した時刻メモ用の文字盤、メメントダイヤルで特許取得[2]。
- 1954年 - 世界初の、ポーラールートの定期便を運航開始したスカンジナビア航空のために「ポーラルーター」を製造（デザインはジェラルド・ジェンタ）。1956年からは一般にも販売開始。
- 1955年 - 小型ローターによる自動巻キャリバーを発表。
- 1975年 - 当時世界最薄のクォーツキャリバーであったキャリバー74を開発。

その後はクォーツショックにより衰退したが、辛うじて命運を保った。1989年に香港の投資会社ステラックス・ホールディングス（Stelux Holdings International, Ltd.）に買収された（同社はCymaも所有している）。このため、21世紀の時点では香港や中国を中心に製品を発売しており、日本では代理店等を置いていない。このため新作の入手は困難となっていた。
2023年12月12日、ユニバーサル・ジュネーブはブライトリングに買収された。
2024年10月30日、公式サイトが一新されると共に経営陣が発表され、2026年秋の新商品発表を目指すという。同年11月には、スカンジナビア航空のポーラールート初飛行70周年として、ポーラルーター改め「ポールルーター」の特別モデル3作を発表。一つはフィリップスのオークションに出品し、残り2つはアーカイブとして同社が保存する。

## コンパックス
コンパックスはユニバーサル・ジュネーブが使用しているクロノグラフのブランドで、当初は大型のキャリバー285、キャリバー287が使用されたがその後小型のキャリバー283、キャリバー481、キャリバー281に置換され、1970年頃まで自社製機械を使用していた。
- コンパックス（Compax ） - 1時間の積算計を持つ2レジスタ−クロノグラフ[1]。
- エアロ・コンパックス（Aero-Compax ） - 30分と12時間の積算計を持つ普通のクロノグラフであるが、12時位置にメメントダイヤルを持ち9時位置のリューズで操作するようになっている[2][注釈 1]。
- ダト・コンパックス（Dato-Compax[注釈 2] ） - クロノグラフに日付表示を加えたもの。
- メディコ・コンパックス（Medico-Compax ） - 簡易脈拍計測機能の付いた医療従事者用。
- ユニ・コンパックス（Uni-Compax ） - 30分の積算計を持つ2レジスタークロノグラフ[1]。
- トリ・コンパックス（Tri-Compax[注釈 3] ） - このシリーズの頂点に位置する製品で、30分積算計と12時間積算計を持つクロノグラフに加え月、日、曜日、ムーンフェイズを装備しており、量産された腕時計の中では最も複雑な製品の1つに数えられる。ただし月の変更は手動[1]。